# Мёринг, Пауль
Па́уль Ге́нрих Ге́рхард Мёринг (нем. Paul Heinrich Gerhard Möhring; 21 июля 1710, Евер — 28 октября 1792, там же) — немецкий врач, ботаник и орнитолог.

## Жизнь
Мёринг был самым старшим из восьми детей пастора Готфрида Виктора Мёринга из Вильгельмсхафена и его жены Софии Катарины Тёпкен. После окончания школы в Евере Мёринг приступил в 1729 году к изучению медицины в академической гимназии в Данциге, где на него особенное впечатление произвели анатом Иоганн Адам Кульмус (1689—1745) и натуралист Якоб Теодор Кляйн (1685—1759). Он защитил учёную степень кандидата наук 15 сентября 1733 года в Виттенбергском университете диссертацией De inflammationis sanguineae theorica mechanica. Затем он вернулся в Евер, работал практикующим врачом. Князь Иоганн Людвиг II Ангальт-Цербстский, в чьи владения также входил Евер, назначил его в 1743 году своим лейб-медиком и надворным советником. В июне того же года в Евере Мёринг заключил брак с Юлианой Дамм.

## Исследования
Со времён своей учёбы Мёринг занимался ботаникой и орнитологией. Он переписывался с врачами и натуралистами, такими как Вальтер ван Доеверн, Альбрехт фон Галлер, Лоренц Гейстер, Карл фон Линней, Ганс Слоан, Кристоф Якоб Трев и Пауль Готлиб Верльгоф. Наряду со своей медицинской практикой он писал медицинские, ботанические и орнитологические работы. Самое известное произведение — это «Avium genera» — книга о систематике птиц. В то время как напечатанное в Германии первое издание 1752 года является «долиннеевским» и тем самым несущественным для зоологической номенклатуры, появившийся в 1758 году нидерландский перевод (Geslachten der Vogelen) имел приоритетное значение.

## Труды
- Primae Lineae Horti privati in proprium et amicarum usum per triennium exstructi. Oldenburg, 1736.
- Historiae medicinales. Amsterdam, 1739.
- Mytulorum quorundam venenum et ab eo natas papulas cuticulares epistola. Bremen 1742.
- Avium Genera. Aurich und Bremen, 1752.

## Почести
В 1736 году Мёринг стал членом Германской академии Леопольдина.
В 1790 году он стал почётным членом Санкт-Петербургской Императорской Академии наук и художеств.
Карл Линней назвал в его честь род растений Moehringia из семейства Гвоздичные (Caryophyllaceae).